# Herschell Gordon Lewis
Herschell Gordon Lewis (Pittsburgh, Pensilvania; 15 de junio de 1926-Fort Lauderdale, Florida; 26 de septiembre de 2016) fue un director estadounidense, conocido por ser el creador del cine gore. A menudo es llamado "El Padrino del Gore", aunque su carrera incluyó trabajos en diferentes subgéneros del cine de explotación, incluyendo películas de delincuencia juvenil, eróticas, películas para niños y por lo menos una comedia rural. Allmovie describió así la carrera de Lewis: «Con sus películas gore mejor conocidas, Herschell Gordon Lewis fue un pionero, yendo más lejos de lo que nadie más se atrevía, experimentando las profundidades de la repugnancia y de la incomodidad en pantalla con más mal gusto e imaginación que cualquiera de esta época». Falleció el 26 de septiembre de 2016 a los 87 años de edad.

## Filmografía
| Año  | Película                         | Papel                        | Notas                       |
| ---- | -------------------------------- | ---------------------------- | --------------------------- |
| 1959 | The Prime Time                   |                              |                             |
| 1961 | The Adventures of Lucky Pierre   |                              |                             |
| 1962 | Living Venus                     |                              |                             |
| 1962 | Daughter of the Sun              |                              |                             |
| 1963 | Bell, Bare and Beautiful         |                              |                             |
| 1963 | Boin-n-g!                        |                              |                             |
| 1963 | Blood Feast                      | Voz del presentador de radio |                             |
| 1963 | Goldilocks and the Three Bares   |                              |                             |
| 1963 | Scum of the Earth!               | Voz del narrador             |                             |
| 1964 | Two Thousand Maniacs!            |                              | Canta la canción del título |
| 1964 | Moonshine Mountain               |                              |                             |
| 1965 | Sin, Suffer and Repent           |                              |                             |
| 1965 | Monster A Go-Go                  |                              | No acreditado como director |
| 1965 | Color Me Blood Red               |                              |                             |
| 1966 | Jimmy, the Boy Wonder            | Voz del narrador             |                             |
| 1967 | The Magic Land of Mother Goose   |                              |                             |
| 1967 | A Taste of Blood                 | The Limey Seaman             |                             |
| 1967 | Voz del presentador de radio     |                              |                             |
| 1967 | Something Weird                  |                              |                             |
| 1967 | The Girl, the Body, and the Pill |                              |                             |
| 1967 | Blast-Off Girls                  |                              |                             |
| 1967 | An Eye for an Eye                |                              | Nunca fue completada        |
| 1968 | She-Devils on Wheels             |                              |                             |
| 1968 | The Alley Tramp                  |                              |                             |
| 1968 | Just for the Hell of It          |                              |                             |
| 1968 | How to Make a Doll               |                              |                             |
| 1968 | Suburban Roulette                |                              |                             |
| 1969 | Linda and Abilene                |                              |                             |
| 1969 | The Ecstasies of Women           |                              |                             |
| 1970 | Miss Nymphet's Zap-In            |                              |                             |
| 1970 | The Wizard of Gore               |                              |                             |
| 1971 | This Stuff'll Kill Ya!           |                              |                             |
| 1971 | Black Love                       |                              |                             |
| 1972 | Year of the Yahoo!               |                              |                             |
| 1972 | The Gore Gore Girls              |                              |                             |
| 2001 | Blood Feast 2: All U Can Eat     |                              |                             |
| 2009 | The Uh! Oh! Show                 |                              |                             |